# Melancholia (opéra)
Pour les articles homonymes, voir Melancholia.
Personnages
Melancholia est un opéra contemporain en deux actes du compositeur suédois Mikael Karlsson (sv) sur un livret en langue anglaise du librettiste et scénariste Royce Vavrek (en), basé sur le film Melancholia du réalisateur danois Lars von Trier. La création mondiale a eu lieu le 21 octobre 2023 à l'Opéra royal de Stockholm.

## Historique et accueil
Le film apocalyptique de Lars von Trier faisait partie de la sélection officielle de la 64e édition du  Festival de Cannes en 2011. En l'adaptant sous forme d'opéra, le compositeur Mikael Karlsson et son librettiste Royce Vavrek, s'attachent à suivre l'histoire d'une fin du monde annoncée et de son impact sur une famille scandinave ordinaire tout en soulignant les détails de la déchéance progressive des personnages.
Ce n'est pas le premier ouvrage de Mikael Karlsson pour l'Opéra royal de Stockholm : il a déjà composé la musique des ballets d'Alexander Ekman Le Songe d'une nuit d'été et Escapist. Royce Vavrek connait bien l'univers de Lars von Trier puisqu'il a déjà écrit le livret de l'opéra composé par Missy Mazzoli en 2016, Breaking the Waves, extrait d'un autre film du réalisateur danois. Mikael Karlsson a également adapté pour l'opéra, en 2024, le film Fanny et Alexandre d'Ingmar Bergman.
L'orchestration de l'opéra est un travail conjoint de Mikael Karlsson Mikael Karlsson (sv) avec le compositeur et arrangeur Michael P. Atkinson, la composition mêle musique naturelle et électronique.
La représentation du 2 novembre 2023 à l'Opéra royal de Suède à Stockholm, fait l'objet d'une captation pour la télévision et est retransmis sur Arte Concert. La distribution réunit la soprano Lauren Snouffer dans le rôle de Justine, Rihab Chaieb dans le rôle de Claire, Anne Sofie von Otter dans le rôle de la mère  Gaby sous la direction musicale d'Andrea Molino et dans une mise en scène de Sláva Daubnerová.
France Culture organise en avril 2024 un débat entre deux critiques qui ont des avis opposés sur cette création mondiale, l'un, le journaliste Christophe Candoni, considère que « Les moyens musicaux et théâtraux sont efficaces, bien réglés, bien faits, mais ça ne dépasse pas une esthétique un peu trop chic et léchée », l'autre, le musicologue Charles Arden, souligne au contraire que « il sait ponctuer et ritualiser son écriture avec des effets sonores et acoustiques ».
L'une des critiques de l'œuvre sur le plan musical — Veronica Gabrielle — en souligne également les insuffisances, considérant qu'il s'agit là de la principale faiblesse de l'opéra en écrivant le 8 novembre 2023, dans The New Criterion (en) : « This lack of musical development is the opera’s central weakness. Karlsson’s score features every contemporary music trope: glissandos, meandering, all-too-similar vocal lines cluttered with half steps, drawn-out dissonances, and the ever-trendy incorporation of electronics and looping. The original story of Melancholia demands more sonic differentiation than what the postmodern idiom usually provides ».

## Rôles, tessitures et interprètes de la Première
Première représentation à l'Opéra royal de Stokholm : 
| Rôle                                    | Tessiture      | Distribution de la Première du 21 octobre 2023 (Direction musicale : Andrea Molino) |
| --------------------------------------- | -------------- | ----------------------------------------------------------------------------------- |
| Justine                                 | soprano        | Lauren Snouffer                                                                     |
| Claire, sa soeur                        | mezzo-soprano  | Rihab Chaieb                                                                        |
| Gaby, leur mère                         | soprano        | Anne Sofie von Otter                                                                |
| Michael, le mari de Justine             | baryton        | Jens Persson Hertzman                                                               |
| Jack, le beau-père et patron de Justine | baryton        | Johan Edholm                                                                        |
| John                                    | baryton-basse  | Ola Eliasson                                                                        |
| Tim, employé                            | ténor          | Mikael Stenbaek                                                                     |
| Leo, le fils de Claire                  | soprano enfant | Anton Textorius                                                                     |

## Argument
Une planète folle se précipite vers la Terre sans qu'il soit possible de l'arrêter.

### Acte 1
Justine et son promis Michael sont en retard à la réception donnée en l'honneur de leur mariage où la sœur de Justine, Claire, les attend, car Justine veut présenter son cheval bien-aimé Abraham, gardé dans l’écurie et remarque alors une étoile rouge dans le ciel. Sa sœur Claire les trouve et les réprimande pour leur retard, les forçant à rejoindre leurs invités qui les attendent. Au cours des festivités, des toasts sont portés par divers hôtes et invités. La mère de Justine, Gaby, se distingue par son discours agressif de même que Jack, son beau-père et employeur, obsédé par la recherche d’un slogan publicitaire adéquat pour sa campagne promotionnelle.
Tout au long de la réception, Justine devient de plus en plus déconnectée, prise d’un accès de dépression. Elle évoque une « sorte de laine grise » qui l’enveloppe. Elle quitte la fête en s'excusant et on la retrouve dans une baignoire avec sa mère, qui s’en prend aux rituels sans aucun sens du mariage. Michael vient retrouver Justine et lui offre en secret un cadeau de mariage : un verger de pommes. Michael espère ainsi que Justine retrouve la sérénité grâce au verger censé combattre son instabilité et son asocialité mais Justine ne parvient pas davantage à s’intéresser aux pommes et rejoint la fête.
Lorsque Tim, un jeune employé de l’agence de son beau-père, tente de la tirer d'affaire et de l'insistance de Jack à propos du slogan publicitaire à trouver d'urgence, Justine l’emmène plutôt sur un terrain de golf et ils ont des rapports sexuels sauvages, dont Michael est témoin. Justine se rend ensuite dans un food truck servant un repas de minuit où elle maudit Jack et exprime son profond mécontentement de travailler pour lui, refusant effectivement une offre de promotion et mettant même fin à son emploi. Bientôt, tous les invités partent, ne laissant que Justine et Claire ainsi que le mari de Claire, John, et son fils Leo. Léo leur parle alors d’une planète – Melancholia – qui se précipite vers la Terre, mais qui devrait éviter de justesse la collision directe.

### Acte 2
Le lendemain matin, après une balade à cheval, Claire et Justine expérimentent un nouvel engin, un appareil de mesure fabriqué par John qui est censé suivre les avancées de la planète lointaine. Jack assure à Claire que la planète ne grossit pas donc qu'elle ne se rapproche pas. Peu de temps après, la dépression de Justine s'approfondit et semble insondable à ses proches. Alors que Claire l’aide à entrer dans la baignoire, elle exprime le fait que son corps refuse tout contact avec la porcelaine. Justine s'imagine en songe  devenir Ophélie, flottant dans l’eau, sa tristesse prenant des dimensions shakespeariennes.
Armé de son appareil de mesure, nous voyons alors Jack réaliser que la planète est bien en train de foncer vers la Terre à une vitesse alarmante. Jack, incapable de protéger sa famille, se suicide dans l’écurie d’Abraham. Claire trouve le corps sans vie de son mari, le recouvre de foin et condamne la lâcheté de son choix. Elle retrouve ensuite Justine et la supplie de partager un moment de complicité avec sa sœur alors que la fin approche. Justine n'a aucune envie de telles fantaisies et choisit plutôt de partager son empathie avec son neveu Léo, avec lequel elle fabrique une grotte imaginaire magique où ils se réfugient au moment de l'impact.

## Instrumentation
2 flûtes (I = flûte basse, II = flûte alto, piccolo) - 2 hautbois (II = cor anglais) - 2 clarinettes en si bémol (II = clarinette basse en si bémol) - 2 bassons (II = contrebasson) - 4 cors en fa - 2 trompettes en ut (I, II = bugle en si bémol) - 2 trombones ténor - trombone basse - tuba - timbales - percussions (3 joueurs) - clavier d'échantillonnage - harpe - chœur (SATB) - solistes cordes (extensions en do pour les contrebasses)
La partition utilise une piste d'accompagnement préenregistrée et  synchronisée, qui est déclenchée par le joueur de clavier d'échantillonnage. Un casque approprié est nécessaire pour que le chef d'orchestre puisse entendre la lecture de cette piste.
Les chanteurs, l'orchestre et les chœurs sont équipés d'un système d'amplification.